# Лавинський Олександр Степанович
Олександр Лавинський (1776–1844) — російський державний діяч початку XIX століття, сенатор, член Державної ради, дійсний таємний радник.
Єдинокровний брат Сергія Ланського.

## Біографія
Народився 12 (23) квітня 1776 року, був позашлюбним сином Степана Ланського (1760—1813) та Анастасії Нелединської-Мелецької, уродженої графині Головіної (1754—1803). Незабаром після народження отримав спадкове дворянство.
Службу розпочав 2 січня 1778 року сержантом гвардії. Під час Російсько-шведської війни 1788—1790 років знаходився при генерал-майорі Арбеневі; 11 січня 1791 переведений в армію капітаном і служив у Молдавії. У 1793—1796 р.р. брав участь у польській кампанії, у тому числі при взятті Вільни, переслідуванні польського корпусу С. Грабовського та розгромі його на Панській дорозі. Переведений у майори 11 липня 1795 року, звільнений з армії 31 грудня 1797 року.
З 16 травня 1798 був визначений контролером державного Допоміжного банку для дворянства, з 3 липня 1799 — директор банку. З 25 квітня 1800 року — радник Головного поштового управління; 31 грудня 1801 отримав чин статського радника, 1 січня 1804 — дійсного статського радника, 17 лютого 1804 був призначений на посаду губернського поштмейстера у Вільні.
З 24 березня 1811 по 1812 займав посаду Віленського генерал-губернатора, з 20 липня 1816 по 28 грудня 1819 — Таврійський цивільний губернатор; 28 грудня 1819 року був проведений у таємні радники. Директор Департаменту державного майна Міністерства фінансів (1820—1822). З 23 березня 1822 року обіймав посаду Східно-Сибірського генерал-губернатора («Іркутського губернатора»). Займався влаштуванням управління Нерчинських гірничих заводів, переданих указом Миколи I від 14.4.1830 р. у відання генерал-губернатора. Опікав декабриста О. Муравйова і домігся його призначення на посаду городничого в Іркутську, а потім голови Іркутського губернського правління.
У 1833 році залишив посаду Сибірського губернатора і 6 грудня того ж року призначений сенатором; 31 грудня 1835 року переведений у дійсні таємні радники.
Почесний опікун Опікунської ради Санкт-Петербурзького виховного будинку (з 1837; з 1841 був його головою). Член рад при Виховному товаристві шляхетних дівчат і Санкт-Петербурзькому училищі Св. Катерини (з 1838). Виконував посаду голови та керівника Збереження скарбниці при Санкт-Петербурзькому виховному будинку (з 1839). З 1822 був почесним членом Московського товариства сільського господарства.
Помер 2 (14) серпня  1844 року в Санкт-Петербурзі. Похований на Лазаревському цвинтарі Олександро-Невської лаври.

## Нагороди
- Орден Святої Анни 2 ст. з алмазами (13.12.1810)
- Орден Святого Володимира 2 ст. (21.10.1820)
- Орден Святої Анни 1 ст.
- Орден Святого Олександра Невського (21.04.1829)
- Орден Святого Володимира 1 ст. (01.01.1834)
- алмазні знаки ордена Святого Олександра Невського (1840)

## Сім'я
Дружина — Ганна Закревська (1775—1841), дочка директора Академії наук Андрія Закревського (1742—1804) та княжни Марії Одоєвської (пом. 1784).
Син — Сергій (14.10.1798 — ?), охрещений 24 жовтня 1798 року в Пантелеімонівській церкві при присутності графа Г. Потьомкіна (сина П. Потьомкіна) та його матері графині П. Потьомкіної.